# Aeroportul Contadora
Aeroportul Contadora (IATA: OTD, ICAO: MPRA) este un aeroport din Isla Contadora⁠(d), Panama ce deservește zona Isla Contadora⁠(d).
Situat la o altitudine de 13 m, aeroportul dispune de o singură pistă.